# Édouard Valéry
Pour les articles homonymes, voir Valéry.
Édouard Valéry, né le 29 février 1924 à La Coquille (Dordogne), mort le 15 septembre 2010 à Sarlat-la-Canéda, est un résistant de la Résistance intérieure française. Son frère Henri était également résistant.

## Biographie

### Famille
François Valéry, père d'Édouard Valéry, né à Pageas, ancien combattant de la Première Guerre mondiale exploite une métairie à La Coquille.
Édouard Valéry, est le cadet de la famille après son frère Henri. Les parents d'Édouard Valéry, s'installent à Châlus pour ouvrir un magasin d'alimentation tenu par sa mère de 1929 à 1931.
Son père et sa mère abandonnent le commerce et reviennent à la terre reprenant une métairie à Saint-Priest-les-Fougères, de 1931 à 1933, peu après il déménage pour Saint-Pierre-de-Frugie, puis Firbeix ils ne sont plus métayers mais des fermiers.
La famille Valéry va vivre en Corrèze et ne quittera plus Brive à partir de 1941.

### Seconde Guerre mondiale
Au début de l’occupation allemande, du à Armistice du 22 juin 1940 convention signée par le Troisième Reich et le Gouvernement Philippe Pétain représenter par le général Charles Huntziger. Édouard Valéry participe aux activités clandestines avec Germain Auboiroux, cheminot et militant syndicaliste, puis Jean-Baptiste Delord militant communiste, lequel reconstitua le groupe des jeunesses communistes de Brive. Au début, Jean-Baptiste Delord hésitait à faire participer Édouard Valéry, le trouvant un peu jeune mais une solide amitié s'établit entre eux. Le 8 novembre 1940, au retour d’une « virée » à Marcillac-la-Croisille, Delord avait décidé de constituer un comité d’aide aux prisonniers de guerre, mais il fut arrêté. Édouard Valéry, avec son frère Henri et d'autres camarades, continuent alors l'action commencée de Jean-Baptiste Delord, en distribuant les Humanité clandestines et les tracts qu'ils glissaient de nuit dans les boites aux lettres, à Brive, Nespouls, Jugeals-Nazareth, Noailles (Corrèze), Turenne (Corrèze) ou Estivals. Germain Auboiroux fit connaitre à Edouard Valéry une institutrice recherchée par la police de Vichy, Madeleine Bellet, qui après guerre sera directrice du journal Vaillant (périodique) puis adjointe au maire de Montreuil-sous-Bois, mais aussi à celles du mouvement de résistance mis en place par Edmond Michelet. Lui et son frère sont arrêtés alors qu’ils distribuent le journal de presse clandestine Combat.
Condamné, il est conduit par les gendarmes à la Maison d'arrêt de Périgueux, où il est rejoint par son frère Henri, Germain Auboiroux, Henry Quatremaire (futur maire de Noisy-le-Sec) et d'autres résistants. L'instruction terminée, il passe un an en détention au centre de Mauzac. Une fois libéré, il se réfugie près de Châteauroux dans une maison forestière au Riau de la motte, sur Le Poinçonnet puis en Corrèze où il organise un groupe de Francs-tireurs et partisans (FTP) et participe à plusieurs sabotages.
En septembre 1942, Jacques Chapou, qui été le libérateur de la Bataille de Tulle, le 8 juin 1944, récupérée le lendemain par des éléments de la division Waffen SS « 2e division SS Das Reich » sous les ordres du général Heinz Lammerding, en représailles 99 habitants de Tulle sont pendus et 149 autres sont déportés au Camp de concentration de Dachau. Cette division est responsable du Massacre d'Oradour-sur-Glane par le commandant Adolf Diekmann. Jacques Chapou fut chef départemental du mouvement Libération-Sud pour le Lot en remplacement d'Édouard Valéry, qui va devenir commissaire aux opérations en Dordogne.
Il est nommé chef départemental des FTP de Corrèze de mars (ou janvier) à mai 1944. Une opération pour libérer Eugène Connangle, et ses camarades a réussi en ce 1er mars 1944, de Tulle. Opération montée sur les instructions de Georges Lassalle, qui sera abattu avec 26 hommes dont Georges Dumas, le 26 mars 1944, à Brantôme par la Légion nord-africaine créée par Henri Lafont, sous les ordres du colonel SS Helmut Knochen, placée sous le commandement d'Alexandre Villaplane. Cette opération à laquelle Édouard Valéry, commissaire aux opérations pour la Corrèze, et Fernand Dupuy, autre responsable ont activement participé. Louis Godefroy, alias Marcel, l'informe qu'il prendra d'autres responsabilités et il est envoyé en Dordogne comme responsable politique et le reste jusqu’en août.
Au nouveau comité militaire régional Édouard Valéry sera secondé par deux personnes dont Jean Garraud dit Benjamin originaire de Mialet.
L’opération de libération des détenus de la prison de Bergerac est préparée dans l’urgence le 29 juillet 1944, lors d’une réunion au PC du sous-secteur C des FTP au hameau Bellacaud à Saint-Jean-d'Eyraud. Elle répond à une demande de la hiérarchie départementale des FTP. La Résistance craint que l’occupant n’exécute les prisonniers politiques avant son départ. Participent à la réunion les responsables FTP de la direction du sous-secteur C le Commissaire aux opérations régionales Édouard Valery, alias Lecoeur avec  entre autres Michel Schneersohn, alias Michel responsable du service de renseignement des FTP (service B) pour le sous-secteur. Il présidera quelques jours avant opération de Bergerac, l'examen et la cour martiale à l'encontre du vice amiral Charles Platon, hostile à Charles de Gaulle et au Alliés de la Seconde Guerre mondiale partisan à Philippe Pétain et à Adolf Hitler il sera fusillé le 28 août 1944 après Georges Mandel et Philippe Henriot secrétaire d'état à l'information et à la propagande sous le Gouvernement Pierre Laval (6). Après guerre Michel Schneersohn sera le maire de Mussidan de 1946 à 1947. L’opération de Bergerac a été un succès. Tous les prisonniers ont été libérés sans effusion. Grâce à l’efficacité du plan d’action et au sang-froid de Jean Clerc et de ses compagnons.
Le 24 août 1944 a lieu à Périgueux le défilé de libération auquel il participe, avec de nombreux autres résistants, notamment Yves Péron, Roger Ranoux dit Hercule, Jacques Poirier (SOE), André Urbanovitch dit « Doublemètre », Maxime Roux "Préfet de la Résistance" le 8 juin 1944 il est officiellement préfet de la Dordogne le 20 août 1944. Il conservera ce poste jusqu'à son départ en 1946. Périgueux s'était libérée sans qu'un seul coup de feu n'ait été tiré. Mais deux jours avant la libération de la ville, 45 prisonniers extraits des geôles de la caserne du 35e régiment d'artillerie parachutiste étaient fusillés sur ordre Edgar Arndt, avant de quitter la ville comme ils en avaient reçu l'ordre. Le frère d'Édouard, Henri, rayonnait dans les liaisons et le soutien à la logistique des maquis sur la zone sud il put échapper à la Gestapo, de Lyon, et de son chef Klaus Barbie, qui avait arrêté Jean Moulin, Émile Schwarzfeld, Raymond Aubrac ou André Lassagne. il revient en Corrèze à la libération.
Après la libération du département, l'état major FFI devint presque vide : tous les jeunes maquisards ont souscrit un engagement dans la durée de la guerre ils sont partis sur les opérations de La Poche de La Rochelle, sous le commandement du vice-amiral Ernst Schirlitz et celle de la Poche de Royan et de la pointe de Grave, Edouard Valéry, reste à Périgueux, de septembre 1944 a janvier 1945, ou il participe activement au soutien logistique et financier des unités engagées sur les Poches de l'Atlantique jusqu'au Actes de capitulation du Troisième Reich la première est signé à Reims au Lycée Franklin-Roosevelt composée du général Alfred Jodl représentant le successeur de Hitler et de l'amiral Karl Donitz puis la deuxième à Karlshorst en banlieue de Berlin ou l'acte de capitulation de Oberkommando der Wehrmacht est signé le 8 mai 1945 . 
À la Libération, Édouard Valéry est le chef du 1er bureau de l’état major des Forces françaises de l'intérieur (FFI) de la Dordogne avec le grade de commandant. Il est titulaire de la médaille de la Résistance et chevalier de la Légion d’honneur pour ses faits de résistance active,,.

### Après-guerre
Il s'est marié à Périgueux en 1945 avec Solange Sanfourche, née en 1922 à Carsac-Aillac et décédée en 2013 à Sarlat, qui a été résistante (nom de guerre : Marie-Claude) comme secrétaire dactylo et agent de liaison. Elle portait le courrier à Olivier, résistant dit André Dufour qui fut après guerre député de l'Isère et adjoint au maire de Grenoble.
La famille Sanfourche avait hébergé et caché durant l'occupation des dizaines de combattants clandestins rechercher par la Gestapo de Périgueux mené par Michaël Hambrecht, aidé de la Phalange nord-africaine mené par Alexandre Villaplane puis des auxiliaires français la Milice française du chef du gouvernement Pierre Laval, et de son représentant Joseph Darnand, qui est mené par Victor Denoix à partir de 1943.
Édouard Valéry, participe à la guerre d'Algérie. Muté au 6e et 7e régiment de tirailleurs algériens, devenu peu après 15e BTA et appartenant au 3e régiment de tirailleurs algériens (3e RTA) il rejoint Constantine en Algérie, le 26 janvier 1954. Édouard Valéry, décrivait avec précision les événements dans une longue lettre qu'il allait adresser en recommandé à Eugène Connangle, de Périgueux (un ami, officier de réserve qui avait été son responsable direct pendant la Résistance pseudo de Colonel Martial et qui, de plus, avait été président du comité départemental de Libération) en lui disant d'utiliser au mieux les renseignements que je lui donnais. À la suite d'un débat et après la publication d'articles de presse (notamment dans l'Humanité), non seulement aucune enquête ne fut faite sur place mais, au contraire, Jacques Soustelle et Maurice Bourgès-Maunoury, visitant le Constantinois, apportèrent leur soutien sans réserve aux troupes de Paul Aussaresses qui avaient réprimé la révolte qui à l'initiative de Zighoud Youcef, responsable du Nord-Constantinois son prédécesseur 
était Didouche Mourad mort au combat Zighoud Youcef est dans le but de montrer la force du FLN. Le gouvernement, à son tour, couvrait les abus sanglants d'une répression sauvage. En 1955, il siège au Tribunal permanent des forces armées.
Le 3 juillet 1962, trois mois après les Accords d'Évian signé par Louis Joxe avec les négociations de Robert Buron, Jean de Broglie, puis Bruno de Leusse qui sera ambassadeur puis directeur de cabinet du Premier ministre nommé par Maurice Couve de Murville en 1966. Les accords sont signés sous le Premier ministre Michel Debré qui sera remplacé la même année par Georges Pompidou et Krim Belkacem qui représente Benyoucef Benkhedda, qui est le deuxième président du Gouvernement provisoire de la République algérienne qui mettent fin à la guerre d'Algérie,.
Il a été président d’honneur du comité local ANACR (anciens combattants et amis de la Résistance) de Tarnos-Seignanx, puis habitant de Tarnos depuis 1972.
Il meurt le 15 septembre 2010 à Sarlat-la-Canéda.

## Distinctions
- Chevalier de la Légion d'honneur en 2001 [8],[9],[10],[15]
- Médaille de la Résistance française (décret du 6 septembre 1945)[16].

## Hommages
Dans le cadre du 80e anniversaire de la libération de Brive, en 2024, une rue portera son nom et celui de son frère à Brive.